# Marc-André Gragnani
Marc-André Gragnani (* 11. März 1987 in Montréal, Québec) ist ein ehemaliger kanadischer Eishockeyspieler und derzeitiger -trainer, der im Verlauf seiner aktiven Karriere zwischen 2003 und 2022 unter anderem 85 Spiele für die Buffalo Sabres, Vancouver Canucks, Carolina Hurricanes und New Jersey Devils in der National Hockey League (NHL) auf der Position des Verteidigers bestritten hat. Zudem absolvierte Gragnani über 400 weitere Partien in der American Hockey League (AHL) sowie 250 Begegnungen in der Kontinentalen Hockey-Liga (KHL).

## Karriere
Marc-André Gragnani begann seine Karriere als Eishockeyspieler bei den P.E.I. Rocket, für das er von 2003 bis 2007 in der kanadischen Top-Juniorenliga Ligue de hockey junior majeur du Québec (LHJMQ) aktiv war. In dieser Zeit wurde er im NHL Entry Draft 2005 in der dritten Runde als insgesamt 87. Spieler von den Buffalo Sabres ausgewählt.
Für die Sabres gab er in der Saison 2007/08 sein Debüt in der National Hockey League (NHL). Insgesamt stand der Verteidiger in seinem Rookiejahr zwei Mal für Buffalo auf dem Eis, den Rest der Spielzeit verbrachte er bei deren damaligen Farmteam, den Rochester Americans aus der American Hockey League (AHL). In der Saison 2008/09 spielte der Linksschütze weitere vier Mal für die Sabres in der NHL, verbrachte den Rest des Jahres jedoch erneut in der AHL, in der er für deren neues Farmteam, die Portland Pirates, auflief. In den Spielzeiten 2009/10 und 2010/11 spielte er ebenfalls für die Pirates in der AHL. 2011 wurde Gragnani als bester Verteidiger der Liga mit dem Eddie Shore Award ausgezeichnet und in das First All-Star Team der AHL berufen. Zudem absolvierte er in der Saison 2010/11 16 Einsätze in der NHL und empfahl sich dabei mit zehn Scorerpunkten für einen Stammplatz in der folgenden Saison.
Am 27. Februar 2012 transferierten ihn die Buffalo Sabres gemeinsam mit Zack Kassian im Austausch für Cody Hodgson und Alexander Sulzer zu den Vancouver Canucks. Bei den Canucks spielte er noch die Saison zu Ende, ehe Gragnani zur Saison 2012/13 bei den Carolina Hurricanes einen Einjahresvertrag über 800.000 US-Dollar unterschrieb. Anschließend kam er bis auf ein Spiel in der NHL ausschließlich in der AHL zum Einsatz. Ab Mai 2013 stand er beim HC Lev Prag aus der KHL unter Vertrag. Im Juli 2014 unterzeichnete er einen Einjahresvertrag beim SC Bern aus der Schweizer National League A. Im Anschluss kehrte er nach Nordamerika zurück und schloss sich im Juli 2015 den New Jersey Devils an, die ihn hauptsächlich bei den Albany Devils in der AHL einsetzten.
Nach der Saison 2015/16 lief sein Vertrag aus und Gragnani entschied sich für eine Rückkehr nach Europa, als er einen Einjahresvertrag beim HK Dinamo Minsk aus der KHL unterschrieb. In den folgenden zwei Jahren konnte er sich in der KHL als Offensivverteidiger etablieren, wurde für das KHL All-Star Game 2018 nominiert und war mit 29 Vorlagen in der Saison 2017/18 der beste Vorlagengeber unter den Verteidigern. Im August 2018 verließ er Dinamo Minsk und wechselte zu Kunlun Red Star, für das er in 23 KHL-Partien 13 Scorerpunkte sammelte. Im August 2019 kehrte er zu Dinamo Minsk zurück und verbrachte dort die Spielzeit 2019/20. Nachdem Gragnani im Sommer 2020 zunächst keinen neuen Arbeitgeber gefunden hatte, schloss sich der Kanadier im Februar 2021 Djurgårdens IF aus der Svenska Hockeyligan (SHL) an. Dort war er bis zum Frühjahr 2022 aktiv, ehe Djurgården aus der SHL abstieg. In der Folge beendete der 35-Jährige seine aktive Karriere.
Nach mehrjähriger Pause stieg Gragnani im Juni 2025 als Assistent von Craig Woodcroft bei den Straubing Tigers aus der Deutschen Eishockey Liga (DEL) ins Trainergeschäft ein.

### International
Für Kanada nahm Gragnani an der U18-Junioren-Weltmeisterschaft 2005 teil, bei der er mit seiner Mannschaft den zweiten Platz belegte. Bei der Weltmeisterschaft 2011 war er erstmals für die Seniorenauswahl des Team Canada im Einsatz. Sieben Jahre später vertrat er sein Heimatland bei den Olympischen Winterspielen 2018, bei denen er mit der Mannschaft, die nicht auf NHL-Spieler zurückgreifen konnte, die Bronzemedaille gewann.

## Erfolge und Auszeichnungen
| - 2011 AHL First All-Star Team - 2011 Eddie Shore Award - 2015 Schweizer Cupsieger mit dem SC Bern | - 2015 NLA Media All-Star Team - 2018 Teilnahme am KHL All-Star Game - 2019 Teilnahme am KHL All-Star Game (nicht gespielt) |

### International
- 2005 Silbermedaille bei der U18-Junioren-Weltmeisterschaft
- 2018 Bronzemedaille bei den Olympischen Winterspielen

## Karrierestatistik

### International
Vertrat Kanada bei:
- U18-Junioren-Weltmeisterschaft 2005
- Weltmeisterschaft 2011
- Olympischen Winterspielen 2018

(Legende zur Spielerstatistik: Sp oder GP = absolvierte Spiele; T oder G = erzielte Tore; V oder A = erzielte Assists; Pkt oder Pts = erzielte Scorerpunkte; SM oder PIM = erhaltene Strafminuten; +/− = Plus/Minus-Bilanz; PP = erzielte Überzahltore; SH = erzielte Unterzahltore; GW = erzielte Siegtore; 1 Play-downs/Relegation; Kursiv: Statistik nicht vollständig)